# Empusa hedenborgii
Empusa hedenborgii — богомол родини емпузові, поширений у країнах Африки та Близького Сходу.

## Опис
Великі та стрункі богомоли, довжина тіла самця 4,2-5,2 см, самиці — 6-6,8 см. За зовнішнім виглядом дуже схожий на Empusa pennata. На голові між очима та основами антен мають характернний конічний тім'яний відросток: довгий, тендітний, у самиці з обох боків посередині з одним шипом, у самця тупий на кінці. Антени самця гребінчасті, довші за половину передньоспинки. Передньоспинка довга та тендітна, її краї практично гладенькі, іноді злегка зазубрені.

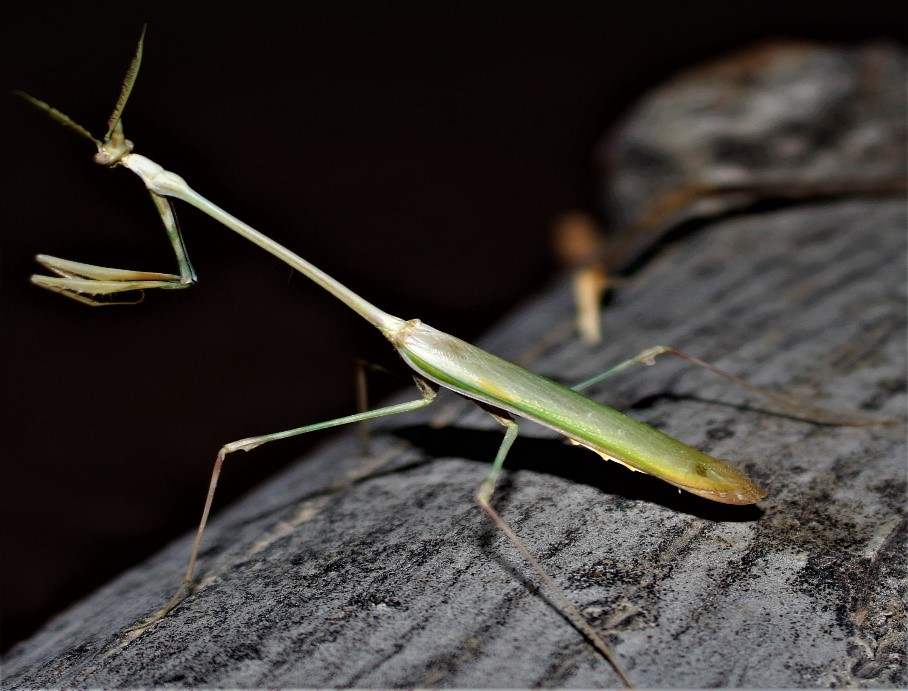
Самець Empusa hedenborgii, Іран

Передні тазики з декількома шипами біля основи, передні стегна тонкі, з 5 зовнішніми та дискоїдальними шипами, з зубчастим краєм між ними. Тазики середніх ніг з вузькою лопаттю, на задніх тазиках лопатей нема. Задні ноги тонші та довші за інші види. Богомоли обох статей крилаті, добре літають. Надкрила покривають кінець черевця, проте вужчі та коротші за такі в Empusa pennata. Внутрішній край надкрил зазубрений. Задні крила прозорі, на кінцях каламутні, жилки без бурого кантування на кінцях. Черевні та бічні лопаті сегментів черевця дуже гострі. Церки короткі.

## Ареал
Вперше описаний у Судані. Поширений у Єгипті, Судані, Ефіопії, на півночі Сомалі, на Аравійському півострові (Саудівська Аравія, ОАЕ, Ємен), в Ірані.